# Ulrich Schreck
Ulrich Rainer Schreck (Tauberbischofsheim, 11 marzo 1962) è un ex schermidore tedesco, vincitore di una medaglia d'oro ed una d'argento nella scherma ai giochi olimpici.

## Biografia
Ulrich Schreck ha cominciato la sua carriera agonistica presso la società FC Tauberbischofsheim, circolo schermistico della sua città natale, per proseguire per l'OFC Bonn.
Già nazionale giovanile della Germania Ovest, nel 1981 a Losanna conquista la medaglia d'argento ai campionati del mondo Junior (Under 20), sconfitto in finale dall'azzurro Mauro Numa. L'anno successivo bisserà lo stesso risultato a Buenos Aires, questa volta sbarrargli la strada per l'oro sarà Andrea Cipressa.
Nella nazionale maggiore debutta nel 1985, in occasione dei Campionati del Mondo a Barcellona. Si classifica al 52º posto nella gara individuale ed al 2º posto in quella a squadre, anche se non come titolare. Nel 1986 a Sofia giunge al 10º posto nell'individuale, ed è protagonista con la squadra della Germania Ovest che perde solo la finale per l'oro con la nazionale italiana. Nel 1987, a mondiali di Losanna si classifica al 6º posto nella gara individuale, suo miglior piazzamento ad un campionato del Mondo, e vince la medaglia d'oro a squadre in finale con la Francia.
Nel 1988, ai giochi olimpici di Seul raggiunge i suoi migliori risultati della carriera, giungendo al 4º posto nella competizione individuale, sconfitto in semi-finale dal compagno di squadra Udo Wagner per 8-10 e poi nella finale per il bronzo con il medesimo risultato dal sovietico Aleksandr Roman'kov. Nella gara a squadre conquisterà la medaglia d'argento, alle spalle dell'U.R.S.S., chiudendo il match finale con 2 vittorie ed 1 sconfitta. La Germania Ovest perderà per 5 vittorie contro le 9 dei sovietici.
Nel 1991 a Budapest partecipa al suo ultimo campionato del Mondo come atleta, piazzandosi all'11º posto nella gara individuale e conquistando la medaglia d'argento in quella a squadre, alle spalle di Cuba.
Alle Olimpiadi di Barcellona si piazzerà al 18º posto nella gara individuale, sconfitto nel tabellone principale dall'italiano Andrea Borella, e quindi nei ripescaggi dal tedesco Udo Wagner, che già lo batté quattro anni prima a Seul. 
Si rifà nella gara a squadre, conquistando la medaglia d'oro contro Cuba per differenza stoccate, il match terminò con 8 vittorie per parte. Questa gara lo vedrà in pedana solo nei turni iniziali, con la Corea del Sud e l'Austria.
Dopo aver terminato la sua carriera di atleta, si è avviato a quella di allenatore diplomandosi quale istruttore alla "National Training Centre" di Bonn, e dal 2004 sarà il Commissario Tecnico della nazionale senior tedesca di Fioretto maschile. Da allora ha lavorato col tre volte campione del mondo Peter Joppich e col campione olimpiaco di Pechino 2008 Benjamin Kleibrink.
Ulrich Schreck è stato sposato con la schermitrice Monika Weber-Koszto, ex-atleta della nazionale tedesca.